# Isiala-Ngwa North
Isiala-Ngwa North è una delle diciassette aree a governo locale (local government areas) in cui è suddiviso lo stato di Abia, nella Repubblica Federale della Nigeria. Si estende su una superficie di 283 km² e conta una popolazione di 153.734 abitanti.